# Abdelkader Messahel

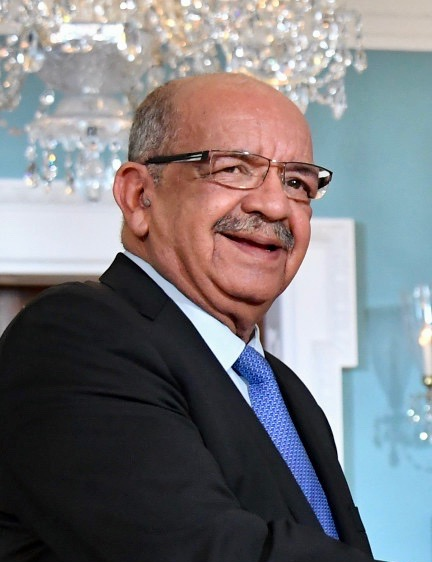
Fotografiado en 2019

Abdelkader Messahel (11 de julio de 1949) es un político y diplomático de Argelia, ministro de Estado delegado para Asuntos del Magreb, dependiente del Ministerio de Asuntos Exteriores.
Inició su actividad como periodista, antes de incorporarse en 1971 al Ministerio de Asuntos Exteriores. Entre sus destinos más importantes en la diplomacia argelina, destacan haber sido Subdirector del servicio de la Organización para la Unidad Africana y las organizaciones regionales, director general de África (1986-1988 y 1996 a 1997), embajador en Burkina Faso, embajador en los Países Bajos y embajador asesor del ministro de Relaciones Exteriores, encargado de las cuestiones africanas.
Estuvo destinado en la legación diplomática de Argelia ante Naciones Unidas y ha sido delegado en numerosas reuniones de jefes de Estado y Ministros en Naciones Unidas, OUA y la Unión Africana. Participó también en el proceso de paz de la República Democrática del Congo.
Después de ser nombrado ministro delegado para Asuntos del Magreb, ha participado en la mediación en la guerra entre Etiopía y Eritrea.